# William (X-Files)
William (William) est le 16e épisode de la saison 9 de la série télévisée X-Files. Dans cet épisode, qui fait partie de l'arc mythologique de la série, Doggett, Scully et Reyes sont confrontés à un homme défiguré qui pourrait être Mulder.

## Résumé
Dans la séquence prégénérique, un couple adopte William, le fils de Scully. Une semaine plus tôt, Doggett est agressé dans le bureau des affaires non classées par un homme qu'il réussit cependant à appréhender. Son agresseur est horriblement défiguré et prétend avoir été brûlé par des expérimentations menées sur lui par des extraterrestres. Il apprend aussi à Scully qu'il connaît Mulder et essayait de mettre la main sur des dossiers. Doggett émet la théorie que l'homme est en fait Mulder, ce que Scully rejette aussitôt.

## Distribution
- Gillian Anderson : Dana Scully
- Robert Patrick : John Doggett
- Annabeth Gish : Monica Reyes
- Mitch Pileggi : Walter Skinner
- James Pickens Jr. : Alvin Kersh
- Cyd Strittmatter : le docteur Whitney Edwards
- Chris Owens : Daniel Miller

## Accueil

### Audiences
Lors de sa première diffusion aux États-Unis, l'épisode réalise un score de 5,8 sur l'échelle de Nielsen, avec 9 % de parts de marché, et est regardé par 9,70 millions de téléspectateurs.

### Accueil critique
L'épisode obtient des critiques mitigées. John Keegan, du site Critical Myth, lui donne la note de 8/10. Dans leur livre, Robert Shearman et Lars Pearson lui donnent la note de 3/5.
Zack Handlen, du site The A.V. Club, lui donne la note de C. Dans son livre, Tom Kessenich juge le scénario ridicule, et notamment l'idée que Scully donnerait son fils à l'adoption, mais salue le travail de David Duchovny comme réalisateur. Le site Le Monde des Avengers lui donne la note de 1/4.